# Volksgesetzgebung in Berlin
Die Volksgesetzgebung im Stadtstaat Berlin umfasst die Instrumente einer direkten Demokratie, mit deren Hilfe die wahlberechtigte Bevölkerung unmittelbar an der Gesetzgebung des Landes mitwirken kann. Sie ergänzt die bestehenden Instrumente der repräsentativen Demokratie (indirekte Demokratie), also die Wahl von Volksvertretern in das Abgeordnetenhaus, die dort über die Gesetzgebung abstimmen.
Die Instrumente Bürgerbegehren und Bürgerentscheid sind hingegen kein Teil der Volksgesetzgebung, da sie nur auf der Ebene der Berliner Bezirke angewandt werden (entspricht der kommunalen Ebene in einem Flächenstaat) und dort keine Gesetzgebungskompetenz liegt.

## Rechtliche Grundlagen
Die rechtlichen Grundlagen der direkten Demokratie auf Landesebene finden sich in den Artikeln 59 und 61–63 und 100 der Landesverfassung sowie in den §§ 29–40 des Abstimmungsgesetzes. Die Durchführungsbestimmungen für die Instrumente der direkten Demokratie sind darüber hinaus in mehreren Verordnungen (Abstimmungsordnung, Landeswahlordnung) geregelt.
Die Verfassungsartikel in ihrer gültigen Fassung wurden in einem obligatorischen Referendum, welches parallel zur Abgeordnetenhauswahl am 17. September 2006 abgehalten wurde, mit einer Mehrheit von 84 % Ja-Stimmen angenommen. Das Abstimmungsgesetz wurde in seiner jetzigen Fassung am 20. Februar 2008 beschlossen und erleichterte die Volksgesetzgebung in vielen Punkten. Vor der jetzt gültigen Verfassungsrechtslage gab es kaum Volksgesetzgebungsverfahren.

## Instrumente der Volksgesetzgebung

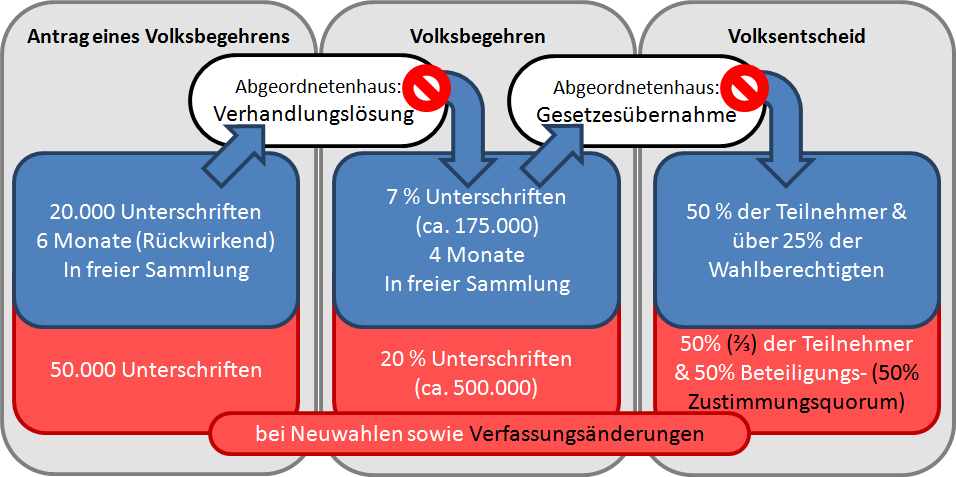
Aufbau des dreistufigen Volksgesetzgebungsverfahrens im Land Berlin mit den verschiedenen Quoren

Im Land Berlin gibt es fünf Instrumente, mit denen die wahlberechtigte Bevölkerung unmittelbar auf den Gesetzgebungsprozess einwirken kann:
- obligatorisches Verfassungsreferendum
- Volksinitiative
- Antrag auf Einleitung eines Volksbegehrens
- Volksbegehren
- Volksentscheid

Während die Volksinitiative als Instrument für sich alleine steht, bauen Antrag auf Einleitung eines Volksbegehrens, Volksbegehren und Volksentscheid in einem dreistufigen Verfahren aufeinander auf. Das obligatorische Verfassungsreferendum kann als einziges von der Bevölkerung nicht aktiv initiiert werden.

### Obligatorisches Verfassungsreferendum
Gemäß Artikel 100 der Landesverfassung müssen im Land Berlin Änderungen der Artikel 62 und 63 der Landesverfassung obligatorisch (also: zwingend) einer Volksabstimmung unterworfen werden. In diesen beiden Verfassungsartikeln ist die Volksgesetzgebung durch Volksbegehren und Volksentscheid geregelt. Das hierfür vorgesehene Referendum soll verhindern, dass das Abgeordnetenhaus den Souverän (das Wahlvolk) ohne dessen ausdrückliche Zustimmung seiner unmittelbaren Mitwirkungsmöglichkeiten am Gesetzgebungsprozess beraubt. Versagt der Souverän seine Zustimmung, ist die Verfassungsänderung abgelehnt. Im Gegensatz zum Volksentscheid gelten für das obligatorische Verfassungsreferendum keine Abstimmungsquoren.

### Volksinitiative bzw. Einwohnerinitiative
Mit der Volks- bzw. Einwohnerinitiative gemäß Art. 61 der Landesverfassung kann ein Gesetz oder Anliegen dem Abgeordnetenhaus vorgelegt werden. Eine Volksinitiative kommt zustande, wenn 20.000 Einwohner Berlins, welche das 16. Lebensjahr vollendet und ihren Erstwohnsitz seit mindestens drei Monaten in Berlin haben, diese in den sechs Monaten vor Einreichung unterzeichnen. Eine Volksinitiative kann auch von Personen ohne deutsche Staatsbürgerschaft unterstützt werden.
Nach der Einreichung der Volksinitiative werden die Unterzeichnungen von den Bezirksämtern mit den Meldelisten abgeglichen und auf Korrektheit überprüft. Die Senatsverwaltung für Inneres prüft das Anliegen der Volksinitiative auf offensichtliche rechtliche Unzulässigkeit.
Nach erfolgreicher Einreichung und Prüfung einer Volksinitiative muss das Abgeordnetenhaus diese in einer Frist von vier Monaten behandeln und abstimmen. Das Abgeordnetenhaus kann die Volksinitiative annehmen oder ablehnen, darf diese aber in ihrem Wesensgehalt nicht abändern. Die Vertrauenspersonen der Volksinitiative können bei den Beratungen im Abgeordnetenhaus teilnehmen.
Nach erfolgter Behandlung im Abgeordnetenhaus ist der Verfahrensweg abgeschlossen. Im Gegensatz zu einigen anderen Bundesländern kann in Berlin mit einer Volksinitiative also kein Volksbegehren und Volksentscheid initiiert werden.

### Antrag auf Einleitung eines Volksbegehrens
Der erste Schritt zur Erwirkung eines Volksentscheids in Berlin ist der Antrag auf Einleitung eines Volksbegehrens. Der Antrag muss eine Verfassungsänderung, ein Gesetz oder einen allgemeinen Gegenstand der politischen Willensbildung beinhalten, über den auch das Abgeordnetenhaus entscheiden könnte. Das Landeshaushaltsgesetz, Abgaben, Tarife öffentlicher Unternehmen sowie Personalentscheidungen oder gegen geschlossene Verträge gerichtete Anliegen dürfen nicht Gegenstand eines Antrags auf Einleitung eines Volksbegehrens sein. Des Weiteren kann innerhalb einer Wahlperiode über denselben Sachverhalt nur einmal ein Volksentscheid abgehalten werden.
Für einen erfolgreichen Antrag müssen 20.000 gültige Unterschriften nachgewiesen werden, die maximal sechs Monate vor Einreichung geleistet wurden. Für einen Antrag, der eine Verfassungsänderung oder Neuwahlen zum Ziel hat, sind 50.000 Unterschriften nötig. Unterschriftsberechtigt sind alle Bürger, die ihren Erstwohnsitz seit mindestens drei Monaten in Berlin haben, die deutsche Staatsbürgerschaft besitzen und das 18. Lebensjahr vollendet haben.
Nach der Einreichung des Antrags werden die Unterzeichnungen von den Bezirksämtern mit den Meldelisten abgeglichen und auf Korrektheit überprüft. Die Senatsverwaltung für Inneres prüft das enthaltene Anliegen auf offensichtliche rechtliche Unzulässigkeiten. Die Prüfungen müssen in einer Frist von 15 Tagen nach Einreichung der Unterlagen abgeschlossen sein.
Nach erfolgreicher Einreichung und Prüfung kann das Abgeordnetenhaus den Antrag auf Einleitung eines Volksbegehrens in einer Frist von vier Monaten behandeln und abstimmen. Im Gegensatz zur Volksinitiative ist die Behandlung allerdings nicht zwingend vorgeschrieben.

### Volksbegehren
Bis maximal sieben Monate nach der Einreichung eines erfolgreichen Antrags auf Einleitung eines Volksbegehrens oder maximal drei Monate nach der Behandlung und ausdrücklichen Ablehnung des Antrags im Abgeordnetenhaus haben die Initiatoren die Möglichkeit, ein Volksbegehren durchzuführen. Das Anliegen des Antrags kann dabei in seiner Ausführung verändert werden, soweit sein Wesensgehalt unberührt bleibt.
Für ein erfolgreiches Volksbegehren müssen in einer Frist von vier Monaten 7 % der Bürger unterzeichnen. Hat das Volksbegehren eine Änderung der Verfassung oder die Herbeiführung von Neuwahlen zum Ziel, müssen in der gleichen Frist 20 % der Abstimmungsberechtigten unterzeichnen. Unterschriftsberechtigt sind ebenso wie beim Antrag alle deutschen Staatsangehörigen, die das 18. Lebensjahr vollendet haben und mit Erstwohnsitz seit mindestens drei Monaten in Berlin gemeldet sind. Nach der Einreichung des Volksbegehrens werden die Unterzeichnungen von den Bezirksämtern mit den Meldelisten abgeglichen und auf Korrektheit überprüft. Fällt die Prüfung positiv aus, muss innerhalb von vier Monaten (bei einem Begehren auf Neuwahlen innerhalb von zwei Monaten) ein Volksentscheid durchgeführt werden, sofern das Abgeordnetenhaus das Anliegen des Begehrens nicht unverändert übernimmt oder bei einem Begehren auf Neuwahlen nicht selbst seine Auflösung beschließt.

### Volksentscheid
Ein Volksentscheid muss spätestens vier Monate (bei Begehren auf Neuwahlen spätestens zwei Monate) nach der Einreichung des Volksbegehren durchgeführt werden. Findet in den acht Monaten nach der Einreichung eine reguläre Wahl in Berlin statt, kann der Volksentscheid mit dieser zusammengelegt werden. Bis spätestens 60 Tage vor dem Volksentscheid kann das Berliner Abgeordnetenhaus einen Alternativentwurf zum Anliegen des Begehrens formulieren. In diesem Fall werden beide Entwürfe zusammen im Volksentscheid abgestimmt.
Um im Volksentscheid angenommen zu werden, muss die Mehrheit der Abstimmenden, mindestens aber 25 % der Abstimmungsberechtigten zustimmen (so genanntes Zustimmungsquorum). Zu den Abstimmenden zählen auch ungültig abgegebene Stimmen. Bei einer Verfassungsänderung müssen 50 % der Abstimmungsberechtigten und mindestens zwei Drittel der tatsächlich Abstimmenden mit „Ja“ stimmen. Bei einem Begehren auf Neuwahlen muss sich mindestens die Hälfte der Wahlberechtigten daran beteiligen und die Mehrheit der Abstimmenden muss zustimmen.
Stehen zwei konkurrierende Vorlagen zur Abstimmung, wird zusätzlich eine Stichfrage gestellt. Auch wenn es hierzu auf Landesebene in Berlin bislang noch nicht kam, dürfte sich die Ausgestaltung der Stichfrage an dem bereits in einigen Bürgerentscheiden auf Bezirksebene praktizierten Verfahren orientieren. Die Abstimmenden können hierbei für beide Vorlagen jeweils mit „Ja“ oder „Nein“ stimmen und in der Stichfrage angeben, welche der beiden Vorlagen („A“ oder „B“) sie präferieren.
| Nr | Bezirk                     | THF Ja(SB) | THF Ja(T) | ProReli Ja(SB) | ProReli Ja(T) | Wasser Ja(SB) | Wasser Ja(T) | Strom Ja(SB) | Strom Ja(T) | THF II Ja(SB) | THF II Ja(T) | Tegel Ja(SB) | Tegel Ja(T) | DWE Ja(SB) | DWE Ja(T) |
| -- | -------------------------- | ---------- | --------- | -------------- | ------------- | ------------- | ------------ | ------------ | ----------- | ------------- | ------------ | ------------ | ----------- | ---------- | --------- |
| 1  | Mitte                      | 18,0 %     | 58,4 %    | 10,9 %         | 44,8 %        | 22,0 %        | 97,8 %       | 24,1 %       | 87,1 %      | 29,5 %        | 65,2 %       | 37,7 %       | 54,7 %      | 46,8 %     | 63,7 %    |
| 2  | Friedrichshain-Kreuzberg   | 12,0 %     | 39,2 %    | 06,7 %         | 25,8 %        | 26,7 %        | 98,2 %       | 34,3 %       | 92,9 %      | 41,8 %        | 77,0 %       | 32,5 %       | 44,9 %      | 56,6 %     | 72,4 %    |
| 3  | Pankow                     | 09,6 %     | 34,0 %    | 08,0 %         | 28,7 %        | 28,0 %        | 98,4 %       | 28,1 %       | 88,1 %      | 29,0 %        | 62,5 %       | 32,2 %       | 43,0 %      | 47,6 %     | 60,8 %    |
| 4  | Charlottenburg-Wilmersdorf | 31,0 %     | 71,6 %    | 20,7 %         | 60,3 %        | 24,0 %        | 98,4 %       | 25,0 %       | 80,2 %      | 32,1 %        | 60,7 %       | 50,4 %       | 68,3 %      | 38,8 %     | 50,1 %    |
| 5  | Spandau                    | 27,6 %     | 75,8 %    | 19,4 %         | 69,2 %        | 25,0 %        | 97,9 %       | 17,8 %       | 75,7 %      | 23,2 %        | 59,0 %       | 39,9 %       | 57,1 %      | 36,3 %     | 51,9 %    |
| 6  | Steglitz-Zehlendorf        | 37,5 %     | 73,8 %    | 27,4 %         | 66,3 %        | 32,0 %        | 98,2 %       | 24,9 %       | 75,6 %      | 34,4 %        | 61,2 %       | 50,3 %       | 66,5 %      | 35,8 %     | 44,0 %    |
| 7  | Tempelhof-Schöneberg       | 33,0 %     | 70,1 %    | 20,5 %         | 60,9 %        | 28,2 %        | 98,2 %       | 24,7 %       | 81,2 %      | 36,9 %        | 69,4 %       | 45,1 %       | 62,5 %      | 40,9 %     | 53,4 %    |
| 8  | Neukölln                   | 30,9 %     | 74,1 %    | 16,4 %         | 61,8 %        | 25,6 %        | 97,8 %       | 23,7 %       | 84,3 %      | 34,4 %        | 74,4 %       | 39,2 %       | 58,9 %      | 43,3 %     | 60,7 %    |
| 9  | Treptow-Köpenick           | 14,7 %     | 44,3 %    | 07,2 %         | 26,1 %        | 32,8 %        | 98,4 %       | 25,4 %       | 85,6 %      | 27,8 %        | 63,8 %       | 41,9 %       | 58,6 %      | 44,4 %     | 58,5 %    |
| 10 | Marzahn-Hellersdorf        | 07,7 %     | 33,4 %    | 04,9 %         | 22,8 %        | 26,3 %        | 98,3 %       | 19,2 %       | 82,5 %      | 18,9 %        | 57,5 %       | 34,0 %       | 52,4 %      | 38,2 %     | 55,8 %    |
| 11 | Lichtenberg                | 07,6 %     | 30,4 %    | 05,0 %         | 21,3 %        | 23,1 %        | 97,8 %       | 21,1 %       | 84,6 %      | 21,9 %        | 60,0 %       | 32,4 %       | 47,7 %      | 44,1 %     | 60,9 %    |
| 12 | Reinickendorf              | 33,3 %     | 77,0 %    | 22,9 %         | 69,1 %        | 29,7 %        | 98,2 %       | 19,6 %       | 73,3 %      | 24,4 %        | 55,5 %       | 45,7 %       | 63,8 %      | 32,9 %     | 45,1 %    |
| 13 | Berlin (insgesamt)         | 21,7 %     | 60,1 %    | 14,1 %         | 48,4 %        | 27,0 %        | 98,2 %       | 24,1 %       | 83,0 %      | 29,6 %        | 64,3 %       | 40,1 %       | 56,4 %      | 42,3 %     | 57,6 %    |

Legende:  Ja(SB): Zustimmungsanteil der Stimmberechtigten, Ja(T): Zustimmungsanteil der Teilnehmer,
 Farben der Bezirksnummern: ehem. West-,  ehem. Ost-,  West/Ost-Fusionsbezirk 

### Generelles zu den Instrumenten

#### Gegenstand, Zulässigkeit und Verbindlichkeit
In Berlin sind Volksinitiativen und Volksbegehren grundsätzlich zur Verfassung, zu Gesetzen und zu allgemeinen Fragen der politischen Willensbildung – sofern diese in der Entscheidungszuständigkeit des Abgeordnetenhauses liegen – zulässig. Ein Anliegen darf aber nur einmal pro Wahlperiode des Abgeordnetenhauses Gegenstand eines Volksentscheids sein. Zusätzlich ist es bis maximal 46 Monate nach der Konstituierung des Abgeordnetenhauses möglich, per Volksbegehren und Volksentscheid Neuwahlen herbeizuführen. Zum Landeshaushaltsgesetz (als Ganzes), bei gravierenden Eingriffen in den laufenden Haushalt, zu Abgaben, Tarifen öffentlicher Unternehmen und Personalentscheidungen sind Volksbegehren nicht gestattet. Volksbegehren und -initiativen, die gegen das Grundgesetz der Bundesrepublik Deutschland oder die Verfassung des Landes Berlin verstoßen, sind nicht zulässig. Im Gegensatz zu anderen Bundesländern (z. B. dem Saarland) können Volksbegehren nicht alleine deswegen unzulässig sein, weil sie finanzielle Auswirkungen haben.
In Berlin ist die Senatsverwaltung für Inneres und Sport für die rechtliche Prüfung der Instrumente auf Landesebene zuständig. Zunächst erfolgt eine unverbindliche und im Wesentlichen formale Prüfung bei Anmeldung des Verfahrens. Erklärt die Senatsverwaltung das Verfahren für nicht zulässig, kann die Initiative gegen diese Entscheidung vor dem Landesverfassungsgerichts Klage einreichen. Bis Oktober 2009 wurde nach Einreichung der Unterschriften eines Antrages auf Einleitung eines Volksbegehrens das Anliegen vom Senat erneut umfangreich auf materielle Zulässigkeit geprüft. Nach einer Klage der Initiative „Wassertisch“ gegen die Nichtzulassung des Volksbegehrens Unser Wasser stellte das Gericht klar, dass eine umfassende verfassungsrechtliche Prüfung von Anliegen der Volksgesetzgebung generell erst nach deren Inkrafttreten (also bspw. nach einer etwaigen Annahme in einem Volksentscheid) auf dem Klageweg möglich sei. Der Senat dürfe also Begehren lediglich oberflächlich auf offensichtliche Verstöße gegen die Landesverfassung oder das Grundgesetz prüfen.
Sofern ein Volksbegehren ein Gesetz oder eine Verfassungsänderung zum Inhalt hat, ist das Ergebnis eines Volksentscheides hierzu verbindlich und ein auf diesem Weg beschlossenes Gesetz muss in Kraft treten. Ein irgendwie gearteter Schutz vor anschließender Änderung durch das Abgeordnetenhaus besteht allerdings nicht. Hat ein Volksbegehren einen allgemeinen Gegenstand der politischen Willensbildung zum Inhalt, zu dem auch das Abgeordnetenhaus keinen verbindlich Entschluss treffen darf, hat der Volksentscheid nur empfehlenden Charakter. Von den in der Verfassung festgehaltenen Ausnahmen (z. B. Abgaben und Tarife öffentlicher Unternehmen) einmal abgesehen, sind Volksentscheide den Beschlüssen des Abgeordnetenhauses gleichgestellt.

#### Verfahrensformalien
Für Volksinitiative, Antrag und Volksbegehren müssen in Berlin fünf Vertrauenspersonen benannt werden. Die Vertrauenspersonen fungieren sowohl für den Senat als auch die Bürger als Ansprechpartner und sind berechtigt, verbindliche Erklärungen im Rahmen des direktdemokratischen Verfahrens abzugeben.
Zu Anträgen, Volksbegehren und -initiativen muss eine Schätzung vorgelegt werden, welche Kosten durch eine Umsetzung des Anliegens mutmaßlich entstehen. Neben der Kostenschätzung der Initiative fertigt auch der Senat eine solche an.
Auf den Unterschriftslisten müssen die Trägerin des Verfahrens (die Initiative) sowie die Vertrauenspersonen namentlich genannt sein. Die Kostenschätzungen von Initiative und Senat müssen abgedruckt, sowie die wesentlichen Anliegen des Verfahrens aufgeführt werden. Auf einer Unterschriftsliste dürfen mehrere Personen ihre Unterstützung bekunden. Die Unterschreibenden müssen lesbar ihren vollen Namen, die Adresse ihres Erstwohnsitzes, ihr Geburtsdatum sowie eine eigenhändige Unterschrift eintragen. Die Angaben müssen nicht zwingend vollständig, aber geeignet sein, den Unterschreibenden eindeutig zu identifizieren. Im Rahmen der gesetzlichen Vorgaben gestaltet die Initiative die Unterschriftslisten in eigener Verantwortung, diese müssen aber vor Beginn der Sammlung vom Landeswahlleiter auf Zulässigkeit geprüft werden. Aus Gründen des Datenschutzes sind die Bezirksämter – die die Prüfung und Auszählung der Unterschriftslisten vornehmen – nach Beendigung eines Verfahrens verpflichtet, alle dort eingereichten Unterschriftslisten zu vernichten.
Anträge, Volksbegehren und -initiativen können in Berlin sowohl auf den Bürgerämtern als auch in so genannter Freier Sammlung auf der Straße durch Eintragung in, den gesetzlichen Vorgaben entsprechenden, Unterschriftslisten unterzeichnet werden. Eine Briefeintragung oder Online-Unterzeichnung ist hingegen nicht möglich. Gesammelt werden darf grundsätzlich überall im öffentlichen Raum – eine besondere Anmeldung von Unterschriftssammlungen ist nicht nötig.

#### Spendentransparenz
In Berlin muss seit einer am 1. Juli 2010 beschlossenen Änderung des Abstimmungsgesetzes die Trägerin einer Volksinitiative bzw. eines Volksbegehrens erhaltene Spenden ab einer Gesamthöhe von 5.000 Euro zusammen mit dem Namen des Spenders offenlegen. Damit soll sichergestellt werden, dass die Bürger erkennen können, ob und welche finanzstarken Interessen eine Initiative unterstützen. Diese Regelung wurde erst 2010 in Berlin eingeführt, nachdem bei den beiden ersten Volksbegehren zum Flughafen Tempelhof als auch bei ProReli massive finanzielle Unterstützung aus interessierten Kreisen ruchbar wurden, ohne dass der Öffentlichkeit genauere Informationen über die einzelnen Spender oder die Höhe der Zuwendungen vorlagen. Zuvor galt in Berlin eine Offenlegungspflicht für Einzelspenden erst ab 50.000 Euro.

#### Verfahrenskosten
Anträge, Volksbegehren und -initiativen verursachen zunächst keine besonderen Mehrausgaben der öffentlichen Hand, da die hierfür in den Bezirksämtern anfallenden Arbeiten (Prüfung der Unterschriften) mit den vorhandenen personellen Ressourcen geleistet werden können. Die öffentlichen Kosten für die Durchführung eines Volksentscheids können ganz erheblich differieren. Wird die Abstimmung mit einer regulären Wahl zusammengelegt, entstehen Mehrkosten nur in relativ kleinem Umfang durch den zusätzlichen Zeitaufwand der Wahlhelfer. Findet der Entscheid ohne eine solche Kopplung statt, fallen alle Kosten an, die auch für die Durchführung einer Wahl aufzuwenden wären (briefliche Benachrichtigung, Aufwandsentschädigung für Abstimmungshelfer usw.). Bei einem Volksentscheid liegen die Kosten bei etwa 1,6 Millionen Euro.

## Die Praxis der Volksgesetzgebung in Berlin

### Anliegen bisheriger Volksinitiativen

#### Gegen den Transrapid
Die Volksinitiative Bürger/innen gegen den Transrapid war die erste Volksinitiative im Land Berlin und wandte sich gegen den geplanten Bau der Transrapid-Strecke von Berlin nach Hamburg. Vom 1. April bis zum 30. September 1998 sammelte die Initiative 122.910 Unterschriften, welche sie am 14. Oktober 1998 einreichten. Die Anhörung im Abgeordnetenhaus fand am 13. Januar 1999 statt, die dazugehörige Abstimmung am 25. Februar. Das Anliegen der Initiative wurde mit 100 zu 79 Stimmen bei vier Enthaltungen abgelehnt. Die Initiative wurde unterstützt vom BUND und 30 weitere Gruppen darunter Bürgerinitiativen, Umweltverbänden, den Grünen der PDS sowie Teilen der SPD.
Der Bau der Transrapid-Strecke wurde aufgrund steigender Kosten schließlich von der Rot-Grünen Bundesregierung verworfen und stattdessen die ICE-Strecke zwischen Berlin und Hamburg ausgebaut.

#### Mehr Demokratie beim Wählen
Die Volksinitiative Mehr Demokratie beim Wählen wurde vom gleichnamigen Bündnis initiiert, dem neben dem Verein Mehr Demokratie, Parteien wie die ödp und die Tierschutzpartei, die Humanistische Union, der Türkische Bund sowie eine Reihe weiterer Organisationen angehört. Die Volksinitiative hatte sowohl die Ausweitung des Wahlrechts zum Ziel als auch eine Absenkung bzw. Abschaffung der Sperrklauseln in Berlin. So wurde gefordert, das aktive Wahlrecht auch auf Landesebene auf 16 Jahre zu senken (bei den BVV-Wahlen in den Bezirken ist dies bereits der Fall). Zudem sollten auf bezirklicher Ebene auch Einwohner aus Staaten, die nicht Mitglieder der Europäischen Union sind, das Wahlrecht für die BVV-Wahlen erhalten. Der Senat sollte weiterhin aufgefordert werden, eine Bundesratsinitiative für die Einführung eines Wahlrechts für Bürger ohne deutsche Staatsangehörigkeit auf Landesebene zu ergreifen. Schließlich forderte die Volksinitiative eine Senkung der Sperrklauseln in Berlin. Die derzeit gültige 3 %-Sperrklausel in den Bezirken sollte gänzlich abgeschafft, die derzeit gültige 5 %-Sperrklausel bei Wahlen zum Abgeordnetenhaus sollte auf 3 % gesenkt werden.
Die Volksinitiative startete zeitgleich mit einem gleichnamigen Antrag auf ein Volksbegehren, der weitere Forderungen bezüglich des Wahlrechts in Berlin enthielt. Die in der Volksinitiative enthaltenen Forderungen waren überwiegend nur durch eine Verfassungsänderung umzusetzen. Da die Initiatoren die Hürden für ein verfassungsänderndes Volksbegehren als faktisch nicht überwindbar einschätzten, entschloss man sich, die Anliegen über eine Volksinitiative einzubringen.
Die Unterschriftensammlung startete im März 2008 und dauerte bis September 2008. Die notwendigen 20.000 Unterschriften konnten in dieser Zeit nicht gesammelt werden, so dass sich die Initiatoren entschlossen, die Volksinitiative mit den zuletzt etwas über 10.000 gesammelten Unterschriften als Petition in das Abgeordnetenhaus einzubringen. Von der Möglichkeit einer Anhörung der Petenten machte der zuständige Ausschuss im Abgeordnetenhaus keinen Gebrauch und lehnte die Petition im Januar 2009 als Ganzes ab, ohne in der Begründung auf die einzelnen enthaltenen Forderungen gesondert einzugehen.

#### Schule in Freiheit
Die Volksinitiative Schule in Freiheit will folgende Grundsätze im Berliner Schulwesen etablieren:
Pädagogische Freiheit: Die Schulen sollen die Inhalte und Qualitätsmaßstäbe ihrer Arbeit selbständig gestalten können; Gleichberechtigte Finanzierung: Die Schulen in staatlicher und freier Trägerschaft sollen ohne Schulgeld zugänglich sein; Selbständige Organisation: Alle Schulen, die es wollen, sollen die weitestgehende organisatorische Selbständigkeit erhalten.
Eine erste Unterschriftensammlung fand 2010 statt, am 23. November 2010 übergab die Initiative Walter Momper, dem damaligen Präsidenten des Abgeordnetenhauses, 28.717 Unterschriften, von denen 24.420 für gültig befunden wurden. Am 13. Januar 2011 gab es eine erste Aussprache im Abgeordnetenhaus zur Volksinitiative. Am 10. März 2011 stellten die Initiatoren im Rahmen einer Anhörung ihre Volksinitiative dort vor. Am 7. April gab der Ausschuss eine Beschlussempfehlung ab, in der einige Punkte der Volksinitiative in veränderter Form aufgenommen wurden. In der abschließenden Behandlung der Volksinitiative am 14. April 2011 wurde diese Beschlussempfehlung mit der Mehrheit von SPD und Linken angenommen.
Eine zweite Unterschriftensammlung wurde am 29. April 2013 gestartet und sammelte bis Ende Oktober 2013 Unterschriften. Die drei Hauptziele der aktuellen Initiative sind gegenüber 2010 gleich geblieben, wurden jedoch in ihrer detaillierten Ausführung überarbeitet und um konkrete Umsetzungsvorschläge erweitert.

#### Verbesserung des Nichtraucherschutzes
Die Volksinitiative Frische Luft für Berlin will eine Verbesserung des Nichtraucherschutzes in Berlin erreichen. Dazu sollen alle bislang bestehenden Ausnahmeregelungen im Nichtraucherschutz für Gaststätten aufgehoben werden sowie das Rauchen von Tabak auch auf Kinderspielplätzen und den Freiflächen von Gesundheitseinrichtungen untersagt werden. Die Initiatoren haben sich für die Einbringung ihrer Forderungen als Volksinitiative entschieden, um das Thema noch vor den Abgeordnetenhauswahlen 2011 in den politischen Prozess einbringen zu können.
Die Sammlung für die Volksinitiative begann am 24. September 2010. Am 14. April 2011 hat die Initiative nach eigenen Angaben 27.000 Unterschriften an den Präsidenten des Abgeordnetenhauses Walter Momper übergeben. Davon waren 23.633 Unterschriften gültig.

### Anliegen bisheriger Volksbegehren
Seit der Reform der Volksgesetzgebung in Berlin im Jahre 2006 wurde eine ganze Reihe von Volksbegehren initiiert. Nachfolgend ein Überblick über Volksbegehren, die im Land Berlin seit 2006 angestoßen und politisch umgesetzt wurden oder zu einem Volksentscheid führten.

#### Rekommunalisierung der Berliner Energieversorgung
Die Initiative Berliner Energietisch verfolgte das Ziel, das Berliner Stromnetz in Zukunft kommunal zu betreiben und ein Stadtwerk aufzubauen, das ökologischen und sozialen Kriterien folgt. Zu diesem Zweck sollten zwei Anstalten öffentlichen Rechts gegründet werden, deren Verwaltungsrat direkt von den Einwohnern gewählt wird. Derzeit wird das Berliner Stromnetz von der Vattenfall Europe Distribution Berlin GmbH betrieben, Ende 2014 lief die Konzession aus.
Im Sommer 2011 bildete sich der Berliner Energietisch nach dem erfolgreichen Vorbild des Berliner Wassertisches. Zu dem Bündnis gehörten über 40 Organisationen, etwa die Berliner Sektionen von Attac, dem BUND, der Volkssolidarität oder der GEW, aber auch lokale Organisationen wie die Berliner MieterGemeinschaft oder Für eine linke Strömung. Das Bündnis verstand sich als parteiunabhängig, es wurde allerdings von den Berliner Verbänden von SPD, Bündnis 90/Die Grünen, Die Linke, Piratenpartei und ödp unterstützt.
Bis zum 3. Juli 2012 wurden nach amtlicher Zählung 30.660 gültige Unterschriften gesammelt und so die rechtlichen Voraussetzungen für den Antrag auf ein Volksbegehren erfüllt. In einer Stellungnahme vom 14. August 2012 äußerte der Senat inhaltliche Bedenken, rechtliche Einwände gegen die Zulässigkeit wurden aber nicht erhoben. Danach hatte das Abgeordnetenhaus vier Monate Zeit, um zu dem Vorhaben Stellung zu nehmen.
Nachdem das Abgeordnetenhaus nicht Stellung genommen hatte, beantragten die Initiatoren die Durchführung des Volksbegehrens. Am 25. Januar 2013 wurde das Volksbegehren durch die Landeswahlleiterin bekannt gemacht. Für die Bekanntmachung wurde der Titel des Volksbegehrens neu festgelegt (früher: Neue Energie für Berlin – demokratisch, ökologisch, sozial). Bis zum Ende der Eintragungsfrist am 10. Juni 2013 hatten die Initiatoren 271.496 Unterschriften gesammelt, davon waren 227.748 gültig. Somit war das Volksbegehren zustande gekommen. Bei der Abstimmung im November 2013 wurde allerdings das Quorum knapp verfehlt.

#### Offenlegung der Teilprivatisierungsverträge bei den Berliner Wasserbetrieben
Das Volksbegehren Schluss mit Geheimverträgen – Wir Berliner wollen unser Wasser zurück, das der Berliner Wassertisch initiierte, hatte die formaljuristische Offenlegung der Teilprivatisierungsverträge zwischen dem Berliner Senat und den Unternehmen Veolia Wasser und RWE Aqua zum Ziel. Die unter Geschäftsgeheimnis stehenden Verträge schloss der Rot-Rote Senat, um Schadensersatzforderungen zu verhindern, die durch ein Gerichtsurteil des Berliner Verfassungsgerichtshofs entstanden waren. Das Land Berlin und die privaten Gesellschafter erhalten eine vertraglich garantierte Verzinsung für das betriebsnotwendige Kapital, das heute 3,3 Mrd. Euro beträgt.
Im Frühjahr 2007 formierte sich das Bündnis Berliner Wassertisch als Netzwerk verschiedener Gruppen, Initiativen und Personen. Die Initiative setzte sich zum Ziel, per Volksbegehren und Volksentscheid eine Änderung des Berliner Informationsfreiheitsgesetzes zu erreichen. In einem weiteren Schritt wollten die Initiatoren der Kampagne den Senat zwingen, die unter Geschäftsgeheimnis stehenden Verträge nachträglich zu ändern. Der Berliner Senat sah dieses Verfahren als verfassungswidrig an. Eine Überprüfung durch den Berliner Verfassungsgerichtshof gibt es bisher nicht.
Im Sommer desselben Jahres begann der Wassertisch, Unterschriften für die Einleitung eines Volksbegehrens zu sammeln. Nach schleppendem Beginn überbrachten die Initiatoren am 1. Februar 2008 dem Landeswahlleiter 39.659 Unterschriften, wovon 36.062 gültig waren. Am 4. März 2008 erklärte der Senat das Volksbegehren für ungültig. Am selben Tag kündigte die Initiative eine Klage gegen den Entscheid vor dem Verfassungsgerichtshof an.
Am 6. Oktober 2009 urteilte das Gericht, dass das Volksbegehren zulässig war. In der Begründung äußerte sich das Gericht nicht zur Frage, ob dieses Volksbegehren gegen die Landesverfassung verstoße, sondern sprach dem Senat das Recht ab, über die Zulässigkeit eines Volksbegehrens zu entscheiden. Da eine Verhandlungslösung scheiterte, startete die Initiative am 28. Juni 2010 das eigentliche Volksbegehren. Bis zum 27. Oktober 2010 sammelte die Initiative rund 265.400 Unterschriften. Zusammen mit den auf den Bürgerämtern geleisteten Unterschriften kamen rund 320.700 Unterschriften zusammen, 280.887 Unterschriften waren gültig. Das notwendige Unterschriftenquorum von 172.000 gültigen Unterschriften wurde so deutlich überschritten. Ende November stellte der Senat das erfolgreiche Zustandekommen des Volksbegehrens fest.
Drei Tage nach Einreichung der Unterschriften veröffentlichte die taz am 30. Oktober 2010 das zentrale Dokument der Teilprivatisierungsverträge. Ihren Informanten nannte die tageszeitung nicht. Am 10. November 2010 legten auch das Land Berlin und Veolia den Vertrag zur Teilprivatisierung und weitere Vertragsbestandteile offen.
Im Vorfeld der Abstimmung stand die Notwendigkeit des Volksentscheids im Zentrum der Diskussionen. Senat und Abgeordnetenhaus argumentierten, dass der Teilprivatisierungsvertrag offengelegt sei und der Volksentscheid über etwas längst Geschehenes entscheide und demnach überflüssig sei. Die Initiative argumentierte, dass der zentrale Aktenordner des Vertragswerks veröffentlicht sei, während etwa 180 immer noch unter Verschluss stünden. Deshalb sei der Volksentscheid nicht überholt.
Der zur Abstimmung stehende Gesetzentwurf wurde am 13. Februar 2011 mit 665.713 Ja-Stimmen angenommen. Das entsprach einer Zustimmung von 98,2 %. Die Wahlbeteiligung lag bei 27,0 %, die Zahl der Ja-Stimmen überschritt das notwendige Zustimmungsquorum von 25 %. Damit war dieses Volksbegehren das erste in der Geschichte Berlins, das per Volksentscheid Gültigkeit erlangte.
Die Initiatoren des Volksentscheids gingen davon aus, dass der Volksentscheid keine Auswirkungen auf den Haushalt des Landes Berlin haben würde. Das Land Berlin war jedoch der Meinung, dass sich die Kosten nicht abschätzen ließen. Die öffentlichen Kosten für die Durchführung des Volksentscheid beliefen sich auf 1,6 bis 1,85 Millionen Euro.

#### Verbesserung der Kita-Ausstattung
Der Landeselternausschuss Kita Berlin (LEAK) startete im Februar 2008 die Sammlung von Unterschriften zum Antrag auf das Volksbegehren Kitakinder + Bildung von Anfang an = Gewinn für Berlin. Ziel war es, Kindern ab drei Jahren ohne Bedarfsprüfung einen Teilzeitkindergartenplatz zuzusichern, mehr pädagogisches Personal an den Berliner Kitas einzusetzen und diesen mehr Vor- und Nachbearbeitungszeit einzugestehen sowie deren Fortbildung zu intensivieren.
Der Antrag übersprang mit 66.181 abgegebenen Unterschriften mühelos das Unterschriftenquorum von 20.000 und war damit der bislang erfolgreichste Antrag auf Einleitung eines Volksbegehren in der Geschichte Berlins. Aufgrund der geschätzten jährlichen Mehrkosten von ca. 100 Millionen Euro erklärte der Senat das Volksbegehren für unzulässig. Die Initiative klagte vor dem Verfassungsgerichtshof gegen diese Entscheidung und erhielt in dessen Urteil vom 3. Oktober 2009 Recht. Das Gericht stellte klar, dass Volksbegehren nur dann unzulässig seien, wenn diese direkt in das Haushaltsgesetz oder den laufenden Haushalt des Landes eingriffen. Eine generelle Unzulässigkeit sei aber nicht allein aus der Tatsache abzuleiten, dass ein Volksbegehren hohe Mehrausgaben für künftige Haushalte vorsehe.
In den sich an das Urteil anschließenden Verhandlungen mit dem Senat konnte schließlich eine Einigung erzielt werden, die eine weitgehende Umsetzung der Anliegen des Volksbegehrens in einem auf mehrere Jahre gestreckten, mehrstufigen Plan vorsah. Die Initiative verzichtete daraufhin auf die Durchführung des eigentlichen Volksbegehrens.

#### Religion als Wahlpflichtfach an Schulen

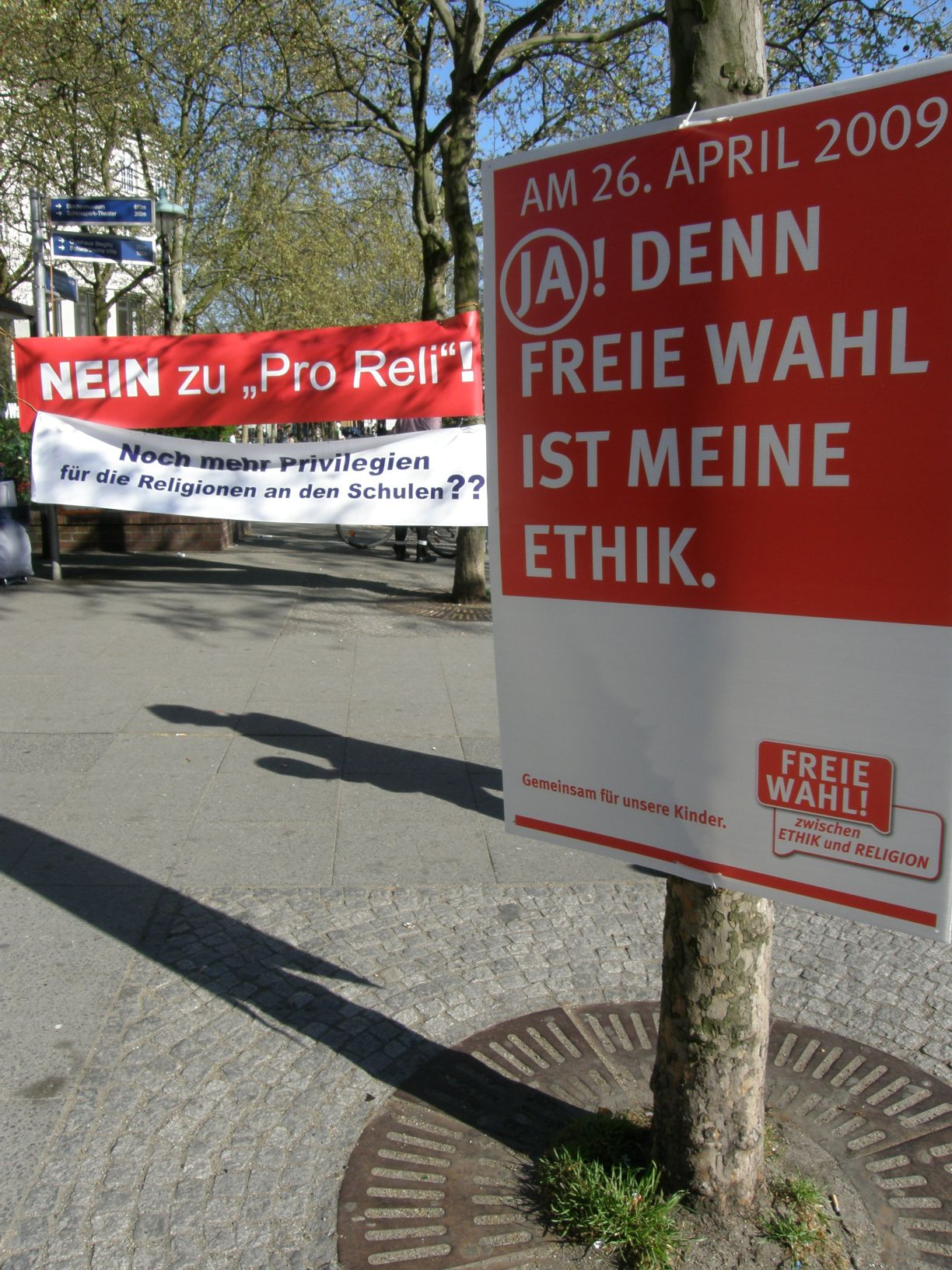
Plakate von Befürwortern und Gegner des Volksbegehrens Wir wollen Wahlfreiheit! im Abstimmungskampf vor dem Volksentscheid (2009)

Der Verein Pro Reli e. V. verfolgte mit dem Volksbegehren Wir wollen Wahlfreiheit! Für die Einführung des Wahlpflichtbereichs Ethik/Religion! das Ziel, durch einen Volksentscheid das Schulgesetz Berlins zu ändern. Dieses sieht seit 2006 für die Klassenstufen 7 bis 10 das neu eingeführte Fach Ethik als ordentliches Lehrfach vor, während Religions- und Weltanschauungsunterricht – wie seit 1948 – in Berlin ab der ersten Klasse zusätzlich freiwillig besucht werden kann. Der stark von den christlichen Kirchen unterstützte Verein Pro Reli wollte diese Regelung durch eine nach Konfessionen getrennte Wahlpflichtfachgruppe Ethik/Religion ab der ersten Klasse ersetzen.
Das von Pro Reli initiierte Volksbegehren war das erste nach der Reform der direkten Demokratie in Berlin von 2006 durchgeführte Verfahren, mit dem in einem verbindlichen Volksentscheid ein Gesetz geändert werden sollte. Nachdem der Antrag mit 34.472 und das Volksbegehren mit über 265.823 gültigen Unterschriften deutlich erfolgreich waren, scheiterte die Initiative im Volksentscheid am 26. April 2009. Von den rund 713.000 Berliner die sich an der Abstimmung beteiligten, stimmten lediglich 48,4 % für, 51,4 % aber gegen den Vorschlag. Aufgrund der geringen Beteiligung wäre das Volksbegehren aber auch bei umgedrehten Mehrheitsverhältnissen deutlich am geforderten Zustimmungsquorum von 25 % der Abstimmungsberechtigten gescheitert.

#### Offenhaltung des Flughafens Tempelhof
Im Jahre 1996 einigte sich der Berliner Senat mit der Brandenburgischen Landesregierung auf den Bau des Großflughafens Berlin Brandenburg International (BBI), zu dessen Gunsten die beiden innerstädtischen Flughäfen Tempelhof und Tegel geschlossen werden sollten. Nach der Beendigung des Planfeststellungsverfahrens beschloss der Senat im Jahr 2003 endgültig die Schließung von Tempelhof.
Mit dem Volksbegehren Tempelhof bleibt Verkehrsflughafen! wollte die Interessengemeinschaft City-Airport Tempelhof e. V. (ICAT) die Offenhaltung des Flughafens Berlin-Tempelhof erreichen. Starke Unterstützung erhielt die Initiative von Beginn an von den beiden Oppositionsparteien CDU und FDP. Unmittelbar nach Reform der direkten Demokratie in Berlin, noch im November 2006 begann die Initiative mit der Unterschriftensammlung für den Antrag auf Einleitung eines Volksbegehrens. Dieser konnte im April 2008 mit knapp 30.000 gültigen Unterschriften abgeschlossen werden. Das Volksbegehren fand zwischen dem 15. Oktober 2007 und dem 14. Februar 2008 statt. Da zu diesem Zeitpunkt die notwendigen Durchführungsverordnungen für Volksbegehren noch nicht beschlossen waren, konnten Unterschriften hierfür ausschließlich auf den Bürgerämtern geleistet werden. Bereits am 30. Januar 2008 war das notwendige Unterschriftenquorum von 172.000 gültigen Unterschriften übersprungen worden. Der Volksentscheid fand am 27. April 2008 statt und führte zu einem so genannten unechten Scheitern des Anliegens. So stimmten zwar 60,1 % der Abstimmenden für das Volksbegehren bei nur 36,1 % Nein-Stimmen, allerdings wurde das Zustimmungsquorum von 25 % verfehlt, da insgesamt nur 21,7 % der Abstimmungsberechtigten Berliner mit „Ja“ stimmten.
Bereits im Vorfeld der Abstimmung polarisierte das Volksbegehren aus vielerlei Gründen. So war der Volksentscheid, weil er kein Gesetz, sondern mit der Offenhaltung eines Flughafens einen Verwaltungsakt zum Ziel hatte, nicht verbindlich. Der Senat wäre also auch bei einem erfolgreichen Volksentscheid nicht an dessen Umsetzung gebunden gewesen. Der Regierende Bürgermeister Wowereit wies im Vorfeld der Abstimmung mehrmals über die Presse auf diesen Umstand hin und erklärte deutlich, dass der Senat unabhängig vom Ergebnis des Volksentscheids an der Schließung des Flughafens festhalten würde. Die Befürworter des Volksentscheids sahen dies als Ausweis von mangelndem Demokratieverständnis und als Versuch, möglichst viele Bürger von der Teilnahme am Volksentscheid abzuschrecken. Die Gegner des Volksbegehrens kritisierten vor allem die undurchsichtigen finanziellen Interessen hinter dem Volksbegehren. So gab die Initiative für den gesamten Abstimmungsprozess mutmaßlich mehr als drei Millionen Euro aus, deren Ursprung nach wie vor nicht eindeutig geklärt ist. Zudem hätten die Unterstützer des Volksbegehrens von Beginn an gewusst, dass ein Volksentscheid unverbindlich sein würde, dies den Bürgern aber nicht klar kommuniziert.
An der Schließung des Flughafens Tempelhof wurde auch nach dem Volksentscheid festgehalten. Das letzte Flugzeug startete am 24. November 2008. Mittlerweile ist das Areal als Park geöffnet und in einem neuen Volksentscheid wurde im Mai 2014 ein Gesetz angenommen, das eine Bebauung von Teilen der Freifläche verhindert soll.

#### Lockerung des Nichtraucherschutzes in Gaststätten
Der Verein Initiative für Genuß Berlin e. V. wollte mit dem Volksbegehren Wahlfreiheit für Gäste und Wirte – kein Rauchverbot in Berliner Gaststätten eine Abschwächung des Rauchverbotes durchsetzen. Dies sollte dadurch geschehen, dass alle Lokale wählen können, ob sie ein Raucher- oder Nichtraucherlokal sind, und dies nur am Eingang kennzeichnen müssen. Bisherige Regelungen, welche Größenverhältnisse zwischen Raucher- und Nichtraucherbereichen festlegen oder den Vertrieb von Speisen in Einraumkneipen regulieren, sollten abgeschafft werden. Das Volksbegehren war nicht erfolgreich, da nicht genug Unterschriften zusammenkamen.

#### Verbesserung der Grundschulausstattung und Schülerhorten
Der Landeselternausschuss Kita Berlin (LEAK), der bereits den Volksbegehrensantrag zur Kitaausstattung organisierte, welcher mit einem Verhandlungsergebnis beendet wurde, startete im Juni 2010 die Sammlung von Unterschriften zum Antrag auf das Volksbegehren Grundschulkinder, leben und lernen in der Ganztagsschule, 1+ für Berlin (Volksbegehren Grundschule) dessen Ziele es waren, durch eine Veränderung des Personalschlüssels mehr Stellen an Grundschulen zu schaffen, insbesondere bei einer hohen Anzahl an Kindern mit Migrationshintergrund. Des Weiteren sollte die Bedarfsprüfung von Grundschulkindern für Schulhorte wegfallen. Darüber hinaus sollte die Schulspeisung und die Fortbildung der Grundschullehrer verbessert werden. Am 30. Oktober 2010 wurden 28.255 Unterschriften übergeben. Die Kosten für die Umsetzung der Anliegen schätzte die Initiative auf 99 Millionen Euro im Jahr. Aufgrund der anstehenden Abgeordnetenhauswahl sahen die Initiatoren gute Umstände für eine Verhandlungslösung, weil sie annahmen, dass die Parteien im Abgeordnetenhaus es nicht parallel zum Wahlkampf auf ein Kräftemessen mit den Eltern ankommen lassen mochten. Da jedoch kein Verhandlungsergebnis eingeleitet wurde, wurde am 11. Juli 2011 mit der Sammlung der Unterschriften für ein Volksbegehren begonnen. Das erforderliche Quorum von 172.000 Unterschriften wurde jedoch nicht erreicht.

#### Flughafen Tempelhof als Weltkulturerbe
Das Aktionsbündnis be-4-tempelhof.de, das auch ein erfolgreiches Bürgerbegehren (siehe Bürgerbegehren in Tempelhof-Schöneberg) in Tempelhof-Schöneberg zum gleichen Thema erfolgreich durchgeführt hatte, wollte durch das Volksbegehren Weltkulturerbe Tempelhof und mehr Transparenz in der Politik ein Gesetz erwirken, das eine Nutzung des Flughafens Tempelhof auf Grundlage des Flächennutzungsplans von 1984 vorschreibt sowie das Land Berlin verpflichtet, sich für eine Eintragung Tempelhofs in die Liste der UNESCO-Weltkulturerbe einzusetzen. Des Weiteren sollte parallel zum existierenden Informationsfreiheitsgesetzes ein Recht auf Akteneinsicht bei öffentlichen Unternehmen begründet werden, Senatoren sollten keine Nebentätigkeiten ausführen dürfen und keine Sitze in Vorständen, Aufsichts- oder Verwaltungsräten mehr innehaben können. Die Senatoren sowie der Präsident des Abgeordnetenhauses sollten alle Einkünfte, Vergünstigungen, Unternehmensbeteiligungen und Mitgliedschaften, die einen Interessenkonflikt für ihre Tätigkeit darstellen könnten, rückwirkend für drei Jahre offenlegen. Schlussendlich sollen Senatoren analog zu den Regelungen für Managerhaftung bei Kapitalgesellschaften für durch sie entstandene Schäden haftbar sein, wobei der Bundesanwaltschaft die Ermittlungskompetenz zukommen sollte.
Am 29. April 2009 wurden zur Beantragung des Volksbegehrens 24.946 abgegeben, von denen 21.414 für gültig erklärt wurden. Das Volksbegehren wurde vom Senat nur in Teilen zugelassen. So sei das zentrale Anliegen des Volksbegehrens nicht der Denkmalschutz, sondern vielmehr die Nutzung Tempelhofs als Verkehrsflughafen. Da gemäß Artikel 61 der Landesverfassung in der gleichen Wahlperiode des Abgeordnetenhauses zu einem Anliegen nur ein Volksbegehren durchgeführt werden darf, seien die entsprechenden Abschnitte des Volksbegehren damit unzulässig. Weiterhin lägen nicht alle enthaltenen Anliegen in der Kompetenz des Landes Berlin bzw. seien in Teilen rechtsstaatswidrig. Das Aktionsbündnis hat gegen die Nichtzulassung von zentralen Teilen des Volksbegehrens beim Landesverfassungsgericht Klage eingereicht.

#### Initiative Volksentscheid Fahrrad
Die Initiative Volksentscheid Fahrrad setzt sich seit dem Jahr 2016 für die Verbesserung des Radverkehrs in Berlin ein. Sie arbeitete ein zehn Ziele umfassendes Gesetz zur Förderung des Radverkehrs in Berlin (RadG) (kurz: „Radgesetz“) aus, mit Hilfe dessen Berlin fahrradfreundlich werden sollte. Im Juni 2016 begann die Initiative Unterschriften für den Antrag auf ein Volksbegehren zu sammeln. Dabei kamen 105.425 Unterschriften in nur 3,5 Wochen zusammen.
Aufgrund der sehr erfolgreichen Unterschriftensammeln zeigte sich der rot-rot-grüne Senat von Berlin offen für die gemeinsame Erarbeitung eines Radgesetzes. Dazu verhandelte im Sommer 2017 eine Dialoggruppe aus Mitgliedern der Berliner Regierungskoalition, der Initiative Volksentscheid Fahrrad sowie weiteren Partnern gemeinsame Eckpunkte für den Gesetzentwurf eines ganzheitlichen „Mobilitätsgesetzes“.
Während der gemeinsamen Verhandlungsrunden kritisierte die Initiative den Senat mehrfach scharf wegen vermeintlicher Verzögerungen. Im August 2017 bestätigte der Berliner Senat den abgestimmten Entwurf und brachte diesen als bundesweit erste Mobilitätsgesetz als Gesetzesinitiative in das Abgeordnetenhaus ein. Am 28. Juni 2018 wurde das Radgesetz als Teil des Berliner Mobilitätsgesetzes durch das Abgeordnetenhaus von Berlin beschlossen. Damit war das Ziel des Volksbegehrens erreicht und es wurde durch die Initiatoren formell aus dem weiteren Volksgesetzgebungsprozess zurückgezogen.

#### Volksentscheid Deutsche Wohnen & Co. enteignen
Der am 26. September 2021 von 57,6 % der Teilnehmer (42,3 % der Stimmberechtigten) beschlossene Volksentscheid Deutsche Wohnen & Co. enteignen zielt auf die Vergesellschaftung des Hausbesitzes insbesondere von Wohnungsgesellschaften, die einige Jahre vorher in der Regierungsverantwortung eines von der SPD und Der Linken gebildeten Senats unter Klaus Wowereit privatisiert worden waren. Eine Expertenkommission soll innerhalb eines Jahres die Verfassungskonformität von Vergesellschaftungen prüfen, sowie Fragen zur Entschädigung klären. Danach soll der Berliner Senat einen Gesetzesvorschlag erarbeiten.

#### Volksentscheid „Berlin 2030 klimaneutral“
„Das Volksbegehren hat das Ziel, das Land Berlin durch Änderung des Berliner Energiewendegesetzes zur Erreichung der Klimaneutralität bis 2030 zu verpflichten.“ Im Volksentscheid am 26. März 2023 wird über eine Änderung des das Berliner Energiewende- und Klimaschutzgesetz abgestimmt. Bei Annahme der Änderung verpflichtet das Gesetz den Senat von Berlin, dafür einzutreten, die Emissionen von Kohlendioxid und weiteren Treibhausgasen in Berlin bis 2030 um 95 % gegenüber dem Referenzwert von 1990 zu senken. Da sich die Emissionen seit 1990 bereits in etwa halbiert hatten, insbesondere durch die Abkehr von der Braunkohlenutzung der DDR, in geringerem Maße durch Umzug des Flugbetriebs nach Brandenburg, entspricht das einer Reduzierung um rund 90 % gegenüber den letzten Jahren vor dem Volksentscheid, zuzüglich einer angemessenen Berücksichtigung des Flugverkehrs am BER. Das Land Berlin wird auch zur energetischen Modernisierung öffentlicher Gebäude und zu Mietausgleich in solchen Fällen verpflichtet, in denen das Gesetz höhere Nettowarmmieten bewirkt, was insbesondere der Fall wäre, wenn die Nettokaltmieten durch Modernisierung stärker erhöht würden, als diese die Heizkosten senken. Eine ähnliche Vorgabe machte bereits das geltende Gesetz. Die konkrete Ausgestaltung der übrigen Reduktionsmaßnahmen und der politischen Instrumente bleibt dem Senat überlassen. Die bis zur Abstimmung geltenden Fassung des Gesetzes sieht die nahezu-Klimaneutralität erst bis 2045 vor, und die Zielvorgabe ist weniger stringent formuliert.
In der offiziellen Begründung während der Sammelphase des Volksbegehrens wurde vor allem auf die Klimakrise und die Bedeutung des 1,5-Grad-Ziels eingegangen. In den Monaten vor dem Volksentscheid wurden von der Initiative vermehrt die hohen Kosten fossiler Energien und die Vorteile für die Berliner und die Berliner Wirtschaft betont.
In der Sammelphase des Volksbegehrens haben die Berliner Bezirksämter „261 841 Unterschriften geprüft; 180.547 davon sind gültig – das sind mehr als die erforderliche Anzahl. Von den geprüften Unterschriften sind 81 294 ungültig, das entspricht einem Anteil von etwa 31 %. Eingereicht wurden insgesamt 263.896 Unterschriften“, der Rest wurde wegen Überschreitung der Mindestzahl nicht mehr geprüft.

## Tabellarische Übersicht
Nachfolgend eine tabellarische Übersicht aller in Berlin seit 1995 durchgeführten Volksgesetzgebungsverfahren sortiert nach Verfahrenstyp.
| Kennung                                                                    | Tag der Abstimmung | Anliegen                                                                                   | Ja-Stimmen | Nein-Stimmen | Ergebnis   |
| -------------------------------------------------------------------------- | ------------------ | ------------------------------------------------------------------------------------------ | ---------- | ------------ | ---------- |
| VR01                                                                       | 17. Sep. 2006      | Senkung der Hürden für Volksbegehren und -entscheid sowie Verlängerung der Sammlungsfrist. | 84 %       | 16 %         | angenommen |
| Farblegende: Verfassungsänderung angenommen, Verfassungsänderung abgelehnt |                    |                                                                                            |            |              |            |

| Kennung | Beginn der Sammlung | Anliegen                                                                                              | abgegebene Unterschriften | gültige Unterschriften | Ergebnis                                                     |
| --- | ------------------- | --- | ------------------------- | ---------------------- | ------------------------------------------------------------ |
| VI01 | 1. Apr. 1998        | Gegen den Bau der Transrapid-Strecke Berlin–Hamburg                                                   | 122.910                   | 122.910                | vom Abgeordnetenhaus abgelehnt                               |
| VI02 | 3. Apr. 2008        | Für eine Reform des Wahlrechts                                                                        | 10.000 (Schätzwert)       | —                      | an Unterschriftenhürde gescheitert, als Petition eingereicht |
| VI03 | 18. Mai 2010        | Für eine gleichberechtigte Finanzierung von staatlichen und freien Schulen                            | 28.717                    | 24.420                 | vom Abgeordnetenhaus abgelehnt                               |
| VI04 | 24. Sep. 2010       | Für eine Verbesserung des Nichtraucherschutzes in der Öffentlichkeit                                  | 27.000                    | 23.633                 | vom Abgeordnetenhaus abgelehnt                               |
| VI05 | 29. Apr. 2013       | Für pädagogische Freiheit, gleichberechtigte Finanzierung und selbständige Organisation im Schulwesen | —                         | Sammlung läuft         |                                                              |
| Farblegende: Volksinitiative angenommen, Volksinitiative an Unterschriftenhürde gescheitert, Volksinitiative abgelehnt , Volksinitiative für unzulässig erklärt, Verfahren läuft noch/Ausgang noch offen |                     | |                           |                        |                                                              |

| Kennung | Beginn der Sammlung | Anliegen | abgegebene Unterschriften | gültige Unterschriften | weiterer Verlauf                                                                       |
| --- | ------------------- | --- | ------------------------- | ---------------------- | -------------------------------------------------------------------------------------- |
| AV01 | 21. Sep. 1998       | Für die Rücknahme der Rechtschreibreform in Berlin                                                                           | 33.738                    | unbekannt              | bis Volksbegehren                                                                      |
| AV02 | 1999                | Verlängerung der Öffnungszeiten für Schankvorgärten                                                                          | 44.000 (Schätzwert)       | —                      | nach Kompromiss mit dem Senat eingestellt                                              |
| AV03 | Feb. 1999           | Für eine Reform der Direkten Demokratie                                                                                      | 33.732                    | —                      | für unzulässig erklärt                                                                 |
| AV04 | 4. Juli 2003        | Für eine Rücknahme der nach dem Bankenskandal erteilten Risikobürgschaft des Landes Berlin für die Berliner Bankgesellschaft | 37.000                    | unbekannt              | für unzulässig erklärt                                                                 |
| AV05 | 10. Dez. 2003       | Gegen eine Erhöhung der Kita-Gebühren und für eine Personalaufstockung                                                       | 21.500                    | 16.600                 | zu wenig Unterschriften eingereicht                                                    |
| AV06 | Dez. 2003           | Gegen Studiengebühren und Kürzungen im Bildungsbereich, sowie für eine Sicherstellung von 135.000 Studienplätzen in Berlin   | 4.000                     | —                      | Unterschriftensammlung abgebrochen                                                     |
| AV07 | 29. Nov. 2006       | Für die Offenhaltung des Flughafens Tempelhof                                                                                | 32.000                    | 29.878                 | bis Volksentscheid                                                                     |
| AV08 | 2007                | Für eine Bebauung der Museumsinsel nur unter Beachtung historischer Bausubstanz                                              | 6.000                     | —                      | nach Kompromiss eingestellt                                                            |
| AV09 | Juni 2007           | Für ein verbindliches Recht auf ein Girokonto, sowie Gebührenfreiheit für von Armut betroffene                               | unbekannt                 | —                      | Unterschriftensammlung abgebrochen                                                     |
| AV10 | Juni 2007           | Gegen Studiengebühren und-konten, für freien Zugang zum Masterstudiengang und studentische Mitbestimmung                     | unbekannt                 | —                      | Unterschriftensammlung abgebrochen                                                     |
| AV11 | Juni 2007           | Für eine Offenlegung der Privatisierungsverträge der Berliner Wasserbetriebe                                                 | 38.600                    | 36.000                 | bis Volksentscheid                                                                     |
| AV12 | 3. Dez. 2007        | Gegen die Zerstörung historischer Bausubstanz in Berlin-Mitte                                                                | unbekannt                 | —                      | Unterschriftensammlung eingestellt aufgrund entsprechender Anträge im Abgeordnetenhaus |
| AV13 | 1. Juni 2007        | Für die Einführung eines Wahlpflichtfachs Religion an den Berliner Schulen                                                   | 37.389                    | 34.472                 | bis Volksentscheid                                                                     |
| AV14 | 11. Nov. 2007       | Für eine Wahlfreiheit von Gastwirten beim Rauchverbot                                                                        | 26.000                    | 23.252                 | bis Volksbegehren                                                                      |
| AV15 | März 2008           | Für einen Rechtsanspruch auf sieben Stunden Betreuung für alle Kinder ab drei Jahren                                         | 66.181                    | 58.270                 | am 27. Oktober 2009 in wesentlichen Teilen vom Senat übernommen                        |
| AV16 | 3. Apr. 2008        | Für eine Reform des Berliner Wahlrechts mit mehr Einflussmöglichkeiten für die Wähler                                        | 24.021                    | 21.040                 | kein Volksbegehren eingereicht                                                         |
| AV17 | 24. Juli 2009       | Für einen freien Zugang ohne numerus clausus zu Bildungseinrichtungen                                                        | 18.500                    | —                      | Unterschriftensammlung abgebrochen                                                     |
| AV18 | 30. Okt. 2009       | Für die Deklarierung des Flughafens Tempelhof als Weltkulturerbe und mehr Transparenz in der Politik                         | 24.946                    | 21.414                 | in Teilen für unzulässig erklärt, Klage der Initiative abgewiesen                      |
| AV19 | 31. Mai 2010        | Für eine Verbesserung des Betreuungsangebots an Grundschulhorten                                                             | 28.255                    | 24.400                 | bis Volksbegehren                                                                      |
| AV20 | 1. Mai 2011         | Für einen Rechtsanspruch auf einen Masterstudiengang für Bachelorabsolventen                                                 | unbekannt (gering)        | —                      | Unterschriftensammlung abgebrochen                                                     |
| AV21 | 24. Juni 2011       | Für eine Veröffentlichung der Verträge / Verbesserung gesetzlicher Standards bei der S-Bahn                                  | 31.870                    | unbekannt              | Antrag für unzulässig erklärt, Klageverfahren läuft                                    |
| AV22 | 12. Juli 2011       | Für ein Nachtflugverbot am neuen Großflughafen BER                                                                           | 30.000                    | 28.000                 | Antrag erfolgreich und weiter verfolgt                                                 |
| AV23 | 24. Feb. 2012       | Rekommunalisierung der Berliner Stromnetze und Gründung eines Stadtwerks                                                     | 36.089                    | 30.660                 | Antrag erfolgreich und weiter verfolgt                                                 |
| AV24 | 18. Dez. 2012       | Vollständiger Verzicht auf die Bebauung des Tempelhofer Feldes                                                               | 33.000                    | 28.147                 | Antrag erfolgreich und weiter verfolgt                                                 |
| AV25 | 10. März 2015       | Berliner Mietenvolksentscheid                                                                                                | 49.249                    | 40.214                 | nach Kompromiss mit dem Senat eingestellt                                              |
| AV26 | 29. März 2016       | Weiterbetrieb des Flughafens Berlin-Tegel                                                                                    | 28.663                    | 23.562                 | Antrag erfolgreich und weiter verfolgt                                                 |
| AV27 | 18. Mai 2016        | Förderung des Radverkehrs in Berlin                                                                                          | 105.425                   | 89.729                 | In wesentlichen Teilen im Berliner Mobilitätsgesetz übernommen                         |
| AV28 | 3. Juli 2021        | Berlin 2030 klimaneutral | -                         | -                      |                                                                                        |
| Farblegende: Antrag übernommen/Kompromiss erzielt, Antrag erfolgreich und weiter verfolgt, Antrag gescheitert/nicht weiter verfolgt , Antrag für unzulässig erklärt, Verfahren läuft noch/Ausgang noch offen |                     | |                           |                        |                                                                                        |

| Kennung | Beginn der Sammlung | Anliegen                                                                    | abgegebene Unterschriften | gültige Unterschriften | Ergebnis                           |
| --- | ------------------- | --------------------------------------------------------------------------- | ------------------------- | ---------------------- | ---------------------------------- |
| VB01 | 10. Mai 1999        | Für die Rücknahme der Rechtschreibreform in Berlin                          | 106.080                   | 106.080                | an Unterschriftenhürde gescheitert |
| VB02 | 15. Okt. 2008       | Für die Offenhaltung des Flughafen Tempelhofs                               | 204.907                   | 204.907                | bis Volksentscheid                 |
| VB03 | 22. Sep. 2008       | Für die Einführung eines Wahlpflichtfachs Religion an den Berliner Schulen  | 308.787                   | 265.823                | bis Volksentscheid                 |
| VB04 | 26. Jan. 2009       | Für eine Wahlfreiheit von Gastwirten beim Rauchverbot                       | unbekannt (unter 100.000) | —                      | an Unterschriftenhürde gescheitert |
| VB05 | Juli 2010           | Für die Offenlegung der Privatisierungsverträge der Berliner Wasserbetriebe | 320.700                   | 280.887                | bis Volksentscheid                 |
| VB06 | 31. Juli 2011       | Für eine Verbesserung des Betreuungsangebots an Grundschulhorten            | 32.000                    | —                      | an Unterschriftenhürde gescheitert |
| VB07 | 29. Mai 2012        | Für ein Nachtflugverbot am neuen Großflughafen BER                          | 160.000                   | 139.129                | an Unterschriftenhürde gescheitert |
| VB08 | 11. Feb. 2013       | Rekommunalisierung der Berliner Stromnetze und Gründung eines Stadtwerks    | 271.496                   | 227.748                | bis Volksentscheid                 |
| VB09 | 14. Sep. 2013       | Vollständiger Verzicht auf die Bebauung des Tempelhofer Feldes              | 237.063                   | 185.328                | bis Volksentscheid                 |
| VB10 | 21. Nov. 2016       | Weiterbetrieb des Flughafens Berlin-Tegel                                   | 257.218                   | 204.263                | bis Volksentscheid                 |
| Farblegende: Volksbegehren erfolgreich und übernommen, Volksbegehren erfolgreich, aber nicht übernommen, Volksbegehren gescheitert/eingestellt ,Verfahren läuft noch/Ausgang noch offen |                     |                                                                             |                           |                        |                                    |

und Deutsche Wohnen & Co. enteignen und Berlin 2030 klimaneutral
| Kennung | Tag der Abstimmung | Anliegen                                                                    | AB     | Ja(T)  | Ja(AB) | AE |
| --- | ------------------ | --------------------------------------------------------------------------- | ------ | ------ | ------ | -- |
| VE01 | 27. Apr. 2008      | Für die Offenhaltung des Flughafen Tempelhofs                               | 36,1 % | 60,1 % | 21,7 % | UG |
| VE02 | 26. Apr. 2009      | Für die Einführung eines Wahlpflichtfachs Religion an den Berliner Schulen  | 29,2 % | 48,4 % | 14,1 % | Ag |
| VE03 | 13. Feb. 2011      | Für die Offenlegung der Privatisierungsverträge der Berliner Wasserbetriebe | 27,5 % | 98,2 % | 27,0 % | An |
| VE04 | 3. Nov. 2013       | Rekommunalisierung der Berliner Stromnetze und Gründung eines Stadtwerks    | 29,1 % | 83,0 % | 24,1 % | UG |
| VE05 | 25. Mai 2014       | Vollständiger Verzicht auf die Bebauung des Tempelhofer Feldes              | 46,1 % | 64,3 % | 29,7 % | An |
| VE06 | 24. Sep. 2017      | Weiterbetrieb des Flughafens Berlin-Tegel                                   | 71,3 % | 56,4 % | 40,1 % | An |
| VE07 | 26. Sep. 2021      | Vergesellschaftung privater Wohnungsunternehmen                             | 73,5 % | 57,6 % | 42,3 % | An |
| VE08 | 26. März 2023      | Klimaneutralität bis 2030 statt 2045                                        | 35,8 % | 50,9 % | 18,2 % | UG |
| AB: Abstimmungsbeteiligung; Ja(T):Zustimmungsanteil der Abstimmungsteilnehmer; Ja(AB):Zustimmungsanteil der Abstimmungsberechtigten; AE:Abstimmungsergebnis Farblegende: Begehren im Volksentscheid angenommen (An), Begehren im Volksentscheid unecht gescheitert (UG), Begehren im Volksentscheid abgelehnt (Ag) , Ausgang noch offen |                    |                                                                             |        |        |        |    |

### Gesetze und Verordnungen
- Abschnitt V (Art. 59 (2), 61, 62 und 63) der Landesverfassung von Berlin. Landesportal von Berlin
- Abschnitt XI (Art. 100) der Landesverfassung von Berlin. Landesportal von Berlin
- Abstimmungsgesetz (Regelungen für Verfahren auf Landesebene) (PDF) Landeswahlleiterin von Berlin
- Bezirksverwaltungsgesetz. (PDF) Landesportal von Berlin
- Verordnung zur Durchführung des Gesetzes über Volksinitiative, Volksbegehren und Volksentscheid (Abstimmungsordnung – AbstO). (PDF; 11 kB) Landesportal von Berlin
- Landeswahlordnung. Landesportal von Berlin

### Amtliche Quellen
1. ↑  Andreas Schmidt von Puskás, der Landeswahlleiter: Wahlen in Berlin. Abgeordnetenhaus, Bezirksverordnetenversammlungen, Volksabstimmung über die Neuregelung von Volksbegehren und Volksentscheid in der Verfassung von Berlin in Berlin am 17. September 2006. (PDF) Endgültiges Ergebnis. In: www.wahlen-berlin.de. Statistisches Landesamt Berlin, 5. Oktober 2006, S. 160, ehemals im Original (nicht mehr online verfügbar); abgerufen am 4. März 2011. (Seite nicht mehr abrufbar. Suche in Webarchiven)  Info: Der Link wurde automatisch als defekt markiert. Bitte prüfe den Link gemäß Anleitung und entferne dann diesen Hinweis.
2. ↑  Walter Momper: Rechtliche Zulässigkeit der Volksinitiative „Frische Luft für Berlin“. (PDF; 710 kB) Schreiben des Präsidenten des Abgeordnetenhauses. In: Drucksache 16/4115. Abgeordnetenhaus Berlin, 11. Mai 2011, S. 3, abgerufen am 22. Mai 2011.
3. ↑  Petra Michaelis-Merzbach, die Landesabstimmungsleiterin: Endgültiges Ergebnis ermittelt: Volksbegehren zustande gekommen. (PDF; 24 kB) Pressemitteilung. In: wahlen-berlin.de. Amt für Statistik, 25. Juni 2013, abgerufen am 25. Juni 2013.
4. ↑  Berliner Wassertisch: Volksbegehren über die Offenlegung der Teilprivatisierungsverträge bei den Berliner Wasserbetrieben. (PDF) In: wahlen-berlin.de. Petra Michaelis-Merzbach, Landeswahlleiterin Berlin, Mai 2010, S. 1, ehemals im Original (nicht mehr online verfügbar); abgerufen am 4. März 2011. (Seite nicht mehr abrufbar. Suche in Webarchiven)  Info: Der Link wurde automatisch als defekt markiert. Bitte prüfe den Link gemäß Anleitung und entferne dann diesen Hinweis.
5. ↑  Senat legt Verträge zur Teilprivatisierung der Berliner Wasserbetriebe offen. Land Berlin, ehemals im Original (nicht mehr online verfügbar); abgerufen am 11. Februar 2011. (Seite nicht mehr abrufbar. Suche in Webarchiven)  Info: Der Link wurde automatisch als defekt markiert. Bitte prüfe den Link gemäß Anleitung und entferne dann diesen Hinweis.
6. ↑  Berliner Wassertisch; Senat von Berlin; Abgeordnetenhaus von Berlin: Amtliche Information zum Volksentscheid über die Offenlegung der Teilprivatisierungsverträge bei den Berliner Wasserbetrieben am 13. Februar 2011. (PDF) In: wahlen-berlin.de. Petra Michaelis-Merzbach, Landeswahlleiterin Berlin, S. 20, ehemals im Original (nicht mehr online verfügbar); abgerufen am 5. März 2011. (Seite nicht mehr abrufbar. Suche in Webarchiven)  Info: Der Link wurde automatisch als defekt markiert. Bitte prüfe den Link gemäß Anleitung und entferne dann diesen Hinweis.
7. ↑  Petra Michaelis-Merzbach, die Abstimmungsleiterin: Bericht der Landesabstimmungsleiterin. (PDF) Volksentscheid über die Offenlegung der Teilprivatisierungsverträge bei den Berliner Wasserbetrieben. In: wahlen-berlin.de. Amt für Statistik Berlin-Brandenburg, 14. Februar 2011, S. 4, ehemals im Original (nicht mehr online verfügbar); abgerufen am 14. Februar 2011. (Seite nicht mehr abrufbar. Suche in Webarchiven)  Info: Der Link wurde automatisch als defekt markiert. Bitte prüfe den Link gemäß Anleitung und entferne dann diesen Hinweis.
8. ↑  Initiative Pro Reli e. V.: Volksbegehren über die Einführung des Wahlpflichtbereichs Ethik/Religion. (htm) In: www.wahlen-berlin.de. Andreas Schmidt von Puskás, Landeswahlleiter Berlin, 1. Juni 2007, S. 1, ehemals im Original (nicht mehr online verfügbar); abgerufen am 5. März 2011. (Seite nicht mehr abrufbar. Suche in Webarchiven)  Info: Der Link wurde automatisch als defekt markiert. Bitte prüfe den Link gemäß Anleitung und entferne dann diesen Hinweis.
9. ↑  Andreas Schmidt von Puskás, Landeswahlleiter Berlin: Bericht des Landesabstimmungsleiters Volksentscheid über die Einführung des Wahlpflichtbereichs Ethik/Religion am 26. April 2009. (PDF) Endgültiges Ergebnis zugleich Statistischer Bericht B VII 4-1. In: www.wahlen-berlin.de. Statistisches Landesamt Berlin, Mai 2009, S. 1, ehemals im Original (nicht mehr online verfügbar); abgerufen am 5. März 2011. (Seite nicht mehr abrufbar. Suche in Webarchiven)  Info: Der Link wurde automatisch als defekt markiert. Bitte prüfe den Link gemäß Anleitung und entferne dann diesen Hinweis.
10. ↑  Initiative für Genuß Berlin e. V.: Volksbegehren über die Aufhebung des Rauchverbots in Gaststätten. (PDF) Wortlaut. In: www.wahlen-berlin.de. Andreas Schmidt von Puskás, Landeswahlleiter Berlin, November 2007, S. 2, ehemals im Original (nicht mehr online verfügbar); abgerufen am 5. März 2011. (Seite nicht mehr abrufbar. Suche in Webarchiven)  Info: Der Link wurde automatisch als defekt markiert. Bitte prüfe den Link gemäß Anleitung und entferne dann diesen Hinweis.
11. ↑  Senatsverwaltung für Inneres und Sport: Senat lässt Volksbegehren zum Denkmalschutz zu Tempelhof weitgehend zu. In: www.berlin.de. Landespressestelle, 9. Juni 2009, S. 1, ehemals im Original (nicht mehr online verfügbar); abgerufen am 5. März 2011. (Seite nicht mehr abrufbar. Suche in Webarchiven)  Info: Der Link wurde automatisch als defekt markiert. Bitte prüfe den Link gemäß Anleitung und entferne dann diesen Hinweis.